# Junta Regional da Madeira
A Junta Regional da Madeira foi um órgão governativo criado pelo Decreto-Lei n.º 101/76, de 3 de fevereiro, em substituição do governo civil do Distrito Autónomo do Funchal e da respetiva Junta Geral. A Junta Regional da Madeira foi criada à semelhança da Junta Regional dos Açores, que tinha entrado em funções alguns meses antes. A Junta Regional governou a Madeira desde 3 de fevereiro de 1976 até à tomada de posse do I Governo Regional da Madeira, a 1 de outubro de 1976.
A Junta Regional da Madeira foi empossada a 20 de fevereiro de 1976 pelo primeiro-ministro Pinheiro de Azevedo, então em visita oficial à Madeira. A Junta era presidida pelo brigadeiro Carlos Azeredo, Governador Militar da Madeira, e integrava seis vogais: Eng.º Rui Vieira, Eng.º Ribeiro de Andrade, Eng.º Jaime Ornelas Camacho, Eng.º David Caldeira, Monteiro de Aguiar e Dr. Evangelista Gouveia.